# Vân Hồ
Vân Hồ est le chef-lieu du district de Vân Hồ dans la province de Sơn La au Viêt Nam.

## Géographie

### Localisation
La commune est bordée à l'est par les communes de Chiềng Khoa et Lóng Luông, au sud par la commune de Xuân Nha, à l'ouest par la commune de Đông Sang et la ville de Mộc Châu (district de Mộc Châu) et au nord par Nông Trường Mộc Châu et Phiêng Luông (district de Mộc Châu).

### Subdivisions
| Numéro | Nom          | Population (2012) |
| ------ | ------------ | ----------------- |
| 1      | Hang Trùng 1 | 588               |
| 2      | Hang Trùng 2 | 561               |
| 3      | Suối Lìn     | 552               |
| 4      | Tiểu khu 56  | 243               |
| 5      | TK Sao Đỏ 1  | 590               |
| 6      | TK Sao Đỏ 2  | 494               |
| 7      | Pa Chè 1     | 483               |
| 8      | Hua Tạt      | 658               |
| 9      | Bó Nhàng 1   | 854               |
| 10     | Bó Nhàng 2   | 472               |
| 11     | Pa Cốp       | 721               |
| 12     | Chiềng Đi 1  | 612               |
| 13     | Chiềng Đi 2  | 654               |
| 14     | Thung Cuông  | 580               |
| 15     | Pa Chè 2     | 225               |

## Politique
Le code administratif de la commune est 04048.

## Démographie
La population se divise en deux groupes ethniques : Kinh, Hmong, Muong, Thaï, Dao et Muong.
| 1999  | 2013  | - | - | - | - | - | - | - |
| ----- | ----- | - | - | - | - | - | - | - |
| 6 020 | 8 453 | - | - | - | - | - | - | - |

## Sources
- (vi) Cet article est partiellement ou en totalité issu de l’article de Wikipédia en vietnamien intitulé « Vân Hồ (xã) » (voir la liste des auteurs).